# Госпицький собор
Собор Благовіщення Пресвятої Діви Марії (хорв. Katedrala Navještenja Blažene Djevice Marije), Госпицький собор — католицький собор у місті Госпич, Хорватія. Кафедральний храм дієцезії Госпич-Сень, пам'ятник архітектури.
Будівля госпицької парафіяльної кірхи збудована у 1781—1783 роках у стилі бароко з елементами класицизму.
Будівля церкви серйозно постраждала під час війни в Хорватії за незалежність, Госпич опинивився на лінії фронту між хорватськими частинами і загонами самопроголошеної Сербської Країни. 15 вересня 1991 року після обстрілу в будівлі спалахнула пожежа, яка завдала значної шкоди церкві. Реставрація розпочалася ще до закінчення війни, повністю завершена до 1999 року.
25 травня 2000 року церква отримала статус собору новоствореної дієцезії Госпич-Сень.